# Pietro Aradori
Pietro Aradori, (nacido el 9 de diciembre de 1988 en Brescia, Italia)  es un  jugador de baloncesto italiano. Con 1.94 de estatura, su puesto natural en la cancha es el de escolta. Actualmente juega en el Fortitudo Bologna.

## Trayectoria
- U.C. Casalpusterlengo (2005-06)
- Andrea Costa Imola (2006-07)
- Olimpia Milano (2007-08)
- Virtus Roma (2008)
- Pallacanestro Biella (2008-10)
- Mens Sana Siena (2010-2012)
- Pallacanestro Cantú (2012-2014)
- Galatasaray (2014)
- Club Baloncesto Estudiantes (2015)
- Reyer Venezia Mestre (2015)
- Grissin Bon Reggio Emilia (2015-2017)
- Virtus Bologna (2017-2019)
- Fortitudo Bologna (2019- )

## Palmarés
- LEGA: 1

Mens Sana Siena: 2011
- Supercopa de Italia: 2

Mens Sana Siena: 2011, 2012
- Copa de Italia: 2

Mens Sana Siena: 2011, 2012